# Aritmija (album)
Aritmija je četvrti studijski album virovitičkog rock sastava Vatra, koji je objavljen 2006. godine od izdavačke kuće Dallas Recordsa.
Album sadrži deset skladbi, a njihov producent je Denis Mujadžić - Denyken. Album su najavila dva singla, "Ruska" i "Mornarska majica". Prvi singl je zauzeo vodeću poziciju na gotovo svim top ljestvicama, dok je drugi objavljen u kolovozu 2006. godine, te je također pratio uspjeh svog prethodnika. Za obje skladbe snimljeni su spotovi.

## Popis pjesama
1. "Aritmija"
2. "Boljeg za sebe"
3. "Ruska"
4. "Mornarska majica"
5. "Lak za nokte"
6. "Glupost"
7. "Miss"
8. "Privatni pakao"
9. "Omerta"
10. "Kraj predstave"

## Izvođači
- Ivan Dečak - Vokal, ritam gitara
- Robert Kelemen - električna gitara
- Boris Gudlin - bas-gitara
- Irena "Cega" Celio - klavijature, prateći vokal
- Mario Robert Kasumović -bubnjevi

### Produkcija
- Producent - Denis Mujadžic Denyken
- Miks, mastering  - Denyken
- Dizajn - Siniša Babić, Ivan Dečak (omot albuma), Dr. Filip Filković Philatz
- Fotografija - Mare Milin

## Vanjske poveznice
- Diskografija Vatre  Arhivirana inačica izvorne stranice od 13. svibnja 2008. (Wayback Machine)